# Feliks Stegnar
Feliks Srečko Stegnar, slovenski učitelj in skladatelj, * 16. maj 1842, Brdo pri Lukovici, † 24. oktober 1915, Maribor.
Kot učitelj je poučeval v Idriji, Ljubljani in Mariboru. Glasbeno se je izobrazil pri Antonu Nedvedu. V Idriji je sodeloval pri ustanovitvi Narodne čitalnice. Vodil je cerkveni zbor in osnoval mali orkester. V Ljubljani je sodeloval pri Glasbeni matici, kjer je bil tudi odbornik. Pisal je odrske in instrumentalne skladbe. Sodi med zgodnje romantike. 